# 伊緒直道
伊緒 直道（いお なおみち、9月3日 - ）は、日本の漫画家。男性。大阪府出身。血液型はO型。少年誌・WEBコミック誌などで活動している。2023年より『ゲッサン』（小学館）にて、『平成ヲタク リメンバーズ』を連載している。

## 来歴
第29回GX新人賞を受賞。2011年、『月刊サンデーGX』（小学館）2月号に読み切り『ゾンビ・ア・バーソン・アウト』が掲載されデビュー。
2012年、渡航のライトノベルのコミカライズ『やはり俺の青春ラブコメはまちがっている。＠comic』の連載を『月刊サンデーGX』2013年1月号より開始。
2017年、『ゲッサン』（同）3月号より『I AM SHERLOCK』の連載を開始。ネームを担当し、漫画は高田康太郎が担当。
2018年4月に「語彙の少ないグルメ漫画」をTwitterで発表し、2020年3月には新型コロナウイルス感染症を擬人化して悪の秘密結社風に描いた漫画をTwitterで発表し、ともに話題となった。
2023年1月、約10年間連載された『やはり俺の青春ラブコメはまちがっている。＠comic』が完結を迎える。同年、『ゲッサン』にて、2006年にタイムリープしたオタクを描く『平成ヲタク リメンバーズ』の連載を開始。

## 人物
ゲームが好きで、特にロックマンシリーズを好む。

## 作品リスト

### 漫画作品

#### 連載
- やはり俺の青春ラブコメはまちがっている。＠comic（『月刊サンデーGX』2013年1月号[5] - 2023年2月号[9]、2023年3月号〈番外編[9][11]〉） - コミカライズ[5]。
- I AM SHERLOCK（作画：高田康太郎、『ゲッサン』2017年3月号[6] - 2018年10月号[12]） - 脚本担当[12]。
- 平成ヲタク リメンバーズ（『ゲッサン』2023年4月号[3] - ）
- 一年に一度しか会えない君の話。（原作：佐野徹夜、『comicHOWL』2023年5月10日[13] - 2025年5月14日[14]）

#### 読み切り
- ゾンビ・ア・バーソン・アウト（『月刊サンデーGX』2011年2月号[4]）
- マンガ家ゲーム日記（『まんがライフオリジナル』2020年3月号[10]） - エッセイ[10]。

### 書籍
- 『やはり俺の青春ラブコメはまちがっている。＠comic』、小学館〈サンデーGXコミックス〉2013年 - 2023年、全22巻
- 『I AM SHERLOCK』、作画：高田康太郎、小学館〈ゲッサン少年サンデーコミックス〉2017年 - 2018年、全4巻
- 『平成ヲタク リメンバーズ』、小学館〈ゲッサン少年サンデーコミックス〉2023年 - 、既刊3巻（2024年11月12日現在）
  1. 2023年10月12日発売[15][16]、ISBN 978-4-09-852890-5
  2. 2024年4月12日発売[17]、ISBN 978-4-09-853227-8
  3. 2024年11月12日発売[18]、ISBN 978-4-09-853692-4
  4. 2025年5月12日発売[19]、ISBN 978-4-09-854096-9
- 『一年に一度しか会えない君の話。』、原作：佐野徹夜、一迅社〈HOWLコミックス〉2024年 - 2025年、全4巻
  1. 2024年3月18日発売[20][21]、ISBN 978-4-7580-2668-0
  2. 2024年6月14日発売[22]、ISBN 978-4-7580-2716-8
  3. 2025年8月16日発売[23]、ISBN 978-4-7580-2958-2
  4. 2025年8月16日発売[24]、ISBN 978-4-7580-2959-9

### その他
- GX カレンダーガール第1回（『月刊サンデーGX』2019年1月号[25]）異なる作家が美少女を描く企画[25]
- やはり俺の青春ラブコメはまちがっている。GXコミックアンソロジー（アンソロジーコミック、2020年[26]）カバーイラスト[26]